# اوفنوم
اوفنوم (به آلمانی: Oevenum) یک شهر در آلمان است که در نوردفرایسلند واقع شده‌است. اوفنوم ۴۹۶ نفر جمعیت دارد.